# Miholašćica
Miholašćica (olaszul: San Michele) falu Horvátországban Tengermellék-Hegyvidék megyében. Közigazgatásilag Creshez tartozik.

## Fekvése
Cres szigetének középső részén részén, Cres városától légvonalban 18 km-re délnyugatra, a sziget nyugati partján fekszik.

## Története
A falu Szent Mihály tiszteletére szentelt temploma körül alakult ki, nevét is róla kapta.
A település a sziget többi részével együtt a 18. század végéig velencei, majd 1822-től osztrák uralom alatt állt. 1867 és 1918 között az Osztrák–Magyar Monarchia része volt. 1880-ban 82, 1910-ben 116 lakosa volt. Az Osztrák-Magyar Monarchia bukását rövid olasz uralom követte, majd a település a Szerb–Horvát–Szlovén Királyság része lett. A második világháború idején olasz csapatok szállták meg. A háborút követően újra Jugoszláviához került. 1991-ben az önálló horvát állam része lett. 2011-ben 35 lakosa volt.

## Lakosság
| Lakosság változása | Lakosság változása | Lakosság változása | Lakosság változása | Lakosság változása | Lakosság változása | Lakosság változása | Lakosság változása | Lakosság változása | Lakosság változása | Lakosság változása | Lakosság változása | Lakosság változása | Lakosság változása | Lakosság változása | Lakosság változása |
| ------------------ | ------------------ | ------------------ | ------------------ | ------------------ | ------------------ | ------------------ | ------------------ | ------------------ | ------------------ | ------------------ | ------------------ | ------------------ | ------------------ | ------------------ | ------------------ |
| 1857               | 1869               | 1880               | 1890               | 1900               | 1910               | 1921               | 1931               | 1948               | 1953               | 1961               | 1971               | 1981               | 1991               | 2001               | 2011               |
| 0                  | 0                  | 82                 | 44                 | 122                | 116                | 0                  | 0                  | 85                 | 56                 | 42                 | 23                 | 25                 | 23                 | 22                 | 35                 |

## Nevezetességei
Mihály arkangyal tiszteletére szentelt temploma.
Sveti Kristofor régészeti lelőhelye egy őskori erődített település és a Szent Kristóf templom maradványait foglalja magában. A település a bronzkorban alakult ki és folytonossága a vaskorig tartott. Az ókorban a helyszínt őrhelyként használták, a közvetlen közelében a római mozaik töredékeit tartalmazó épületek alapjait találták meg. A 12. és 13. század között egy román stílusú, egyhajós templom épült itt, az ókori erődítményeket pedig újjáépítették.